# NGC 4272
NGC 4272 este o radiogalaxie situată în constelația Părul Berenicei. A fost descoperită în 13 martie 1785 de către William Herschel.